# メイケイエール
メイケイエール（欧字名: Meikei Yell 香:齊叫好、2018年2月23日 - ）は、日本の競走馬。主な勝ち鞍は2020年の小倉2歳ステークス、ファンタジーステークス、2021年のチューリップ賞、2022年のシルクロードステークス、京王杯スプリングカップ、セントウルステークス。現役時はわがままお嬢様と呼ばれる等、個性派として人気を博した。

## デビュー前
2018年2月23日、北海道安平町のノーザンファームで誕生。母シロインジャーは本馬の曾祖母シラユキヒメから広がる白毛馬一族の一頭であり白毛の馬だが、本馬の毛色は鹿毛である。2019年のセレクトセール1歳馬市場で名古屋競馬株式会社に2808万円で取引され、ノーザンファーム早来で育成が施された。早来では、山根健太郎が厩舎長として初めて送り出した世代の一頭であった。栗東トレーニングセンターの武英智厩舎に入厩した。馬名の由来は冠名 +「応援」。

## 競走馬時代

### 2歳（2020年）
8月22日、小倉競馬場の新馬戦に福永祐一を鞍上に出走。1番人気に支持されると、レースでは手綱を持ったまま2着に5馬身差をつける圧勝でデビュー勝ちを果たした。
重賞初挑戦となる9月6日の小倉2歳ステークスでは武豊に乗り替わり参戦。台風が九州地方を北上、小倉に接近する中、雨が降り、当日のうちに良馬場から重馬場となった。雨が降る中、未勝利戦を大差で勝ち上がったモントライゼが単勝オッズ1.8倍の1番人気、それに次ぐ6.3倍の2番人気の支持で出走した。中団外で末脚を溜めた。最終コーナーになるにつれて先行勢を視野に入れるポジションまで進出。直線にて、早めに先頭に躍り出たモントライゼを凌ぐ末脚を見せ、1馬身4分の1差をつけて勝利、重賞初制覇となった。また父ミッキーアイルと管理する武英智調教師に初の重賞制覇をもたらした。新種牡馬の産駒がこの競走を勝利するのは2013年のホウライアキコ（父:ヨハネスブルグ）以来のことで、2000年以降6回目の出来事であった。
続く11月7日のファンタジーステークスでは道中かかり気味に先団を進み、直線で他馬を突き放して重賞2連勝を果たした。勝ち時計は1分20秒1。このタイムは2006年の同レースで記録されたアストンマーチャンの1分20秒3を上回る2歳レコードだった。
続いて暮れの阪神ジュベナイルフィリーズに出走したが、大外枠スタートからまたも道中で掛かってしまい、直線では他馬をまとめて交わす勢いも、最後は伸びを欠き4着に敗れた。騎乗した武豊は「折り合いがつかなくてロスがあったぶん、最後は甘くなってしまった」とコメントした。

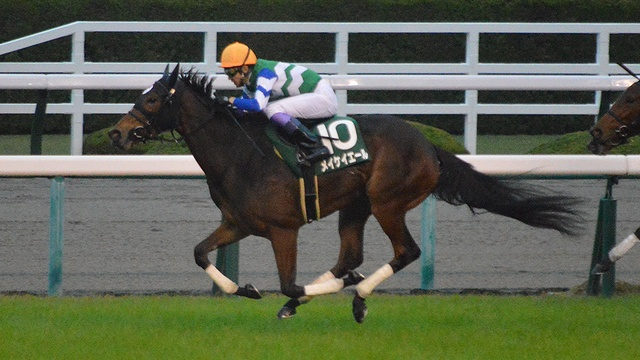
ファンタジーS

### 3歳（2021年）
桜花賞トライアルのチューリップ賞で始動。出走馬のうち唯一の重賞勝ち馬であり、単勝1.6倍の圧倒的1番人気となった。レースではスタート直後に5番手に付けるも激しく掛かってしまい、鞍上の武豊の抑えも利かず3コーナーで早々に先頭に立った。最後の直線では内側からエリザベスタワーに、外からストゥーティとタガノディアーナに迫られたが、ゴールまで粘りきってエリザベスタワーと1着同着で優勝し、重賞3勝目を挙げた。レース後のインタビューで鞍上の武豊は「勝つには勝ちましたが、良い勝ち方ではありませんでした。次へ向けて課題が多くなったと思います」と、武英智調教師は「前に馬がいるとムキになるようです」と語っている。
そのまま牝馬三冠一冠目の桜花賞へ駒を進めた。ここでは主戦の武豊の負傷により横山典弘に乗り替わっての出走となったが、阪神JFの上位2頭に次ぐ3番人気に支持された。しかし馬場入り時からすでにテンションが高まるなど落ち着きがなく、レースでもスタートで出遅れ、途中から暴走気味に先頭に立つなど終始制御が利かず、直線では余力無くズルズル後退し18着のシンガリ負けを喫した。レース後、同馬は向正面で銜（はみ）受け不良となったことについて平地調教再審査が課されることになった。
その後武豊を背に8月19日に行われた調教再審査に合格。これにより、出走予定であるキーンランドカップへの出走が正式に可能となった。
予定通り桜花賞以来の復帰戦としてキーンランドカップに出走。同じ3歳牝馬のレイハリアなどを抑え1番人気に推されるも、レースでは再び折り合いを欠き向正面で早々と先頭に立つと、直線では伸びを欠き7着に敗れた。騎乗した武豊は「難しい馬ですね。返し馬はうまくいったけど輪乗りで気合が入りすぎた。4コーナーで手応えがなかった」 と振り返り、管理する武英智も「他馬と接触してスイッチが入った」と回顧。次走については「仕切り直しですね。スプリンターズステークスも考えてはいますが…」とコメントするにとどめた。
次走は予定通りスプリンターズステークスに出走、鞍上は池添謙一に乗り替わる。レースは道中は掛かりながらも我慢しながらの競馬で、徐々に外を回って進出を開始すると直線で脚を伸ばして4着に入線となった。しかし、銜（はみ）受けが不良となり、外側に逃避したことについて、平地調教注意を受けた。

### 4歳（2022年）
4歳の初戦は中京競馬場で施行されたシルクロードステークスに出走。出走にあたり懸案の気性難対策として、ホライゾネットや折り返し手綱といった対策を施した。レースでは掛かった様子を見せるも、これまでのように暴走することはなく道中好位を進み、直線に入ると力強く抜け出し約11ヶ月ぶりの勝利を飾った。
次走として高松宮記念に出走することを表明した。
3月27日、高松宮記念に出走。レシステンシアに次ぐ2番人気に推された。レースでは今までと異なり、掛かる様子を見せることなくスムーズに中団につけ、直線で外から一気に強襲。しかし内枠有利な馬場もあってわずかに届かず、ナランフレグの5着に敗れた。なお、同レースの1～5着までの着差は「クビ-ハナ-クビ-クビ」という混戦であった。
続く5月14日の京王杯スプリングカップでは道中中団追走から直線で抜け出すと、最後はスカイグルーヴの追撃を半馬身差で振り切り重賞5勝目を挙げた。同レース、牝馬の勝利は2010年のサンクスノート以来12年ぶり、4歳牝馬の勝利となると2000年のスティンガー以来22年ぶりとなる快挙であった。同レース勝利により安田記念への優先出走権を獲得したが、これを回避。前年4着のスプリンターズステークスへ向かうことが発表された。
その後、前哨戦のセントウルステークスをレコードタイムで快勝、満を持して挑んだスプリンターズステークスでは、1番人気に支持されたものの直線で全く伸びず14着と大敗した。

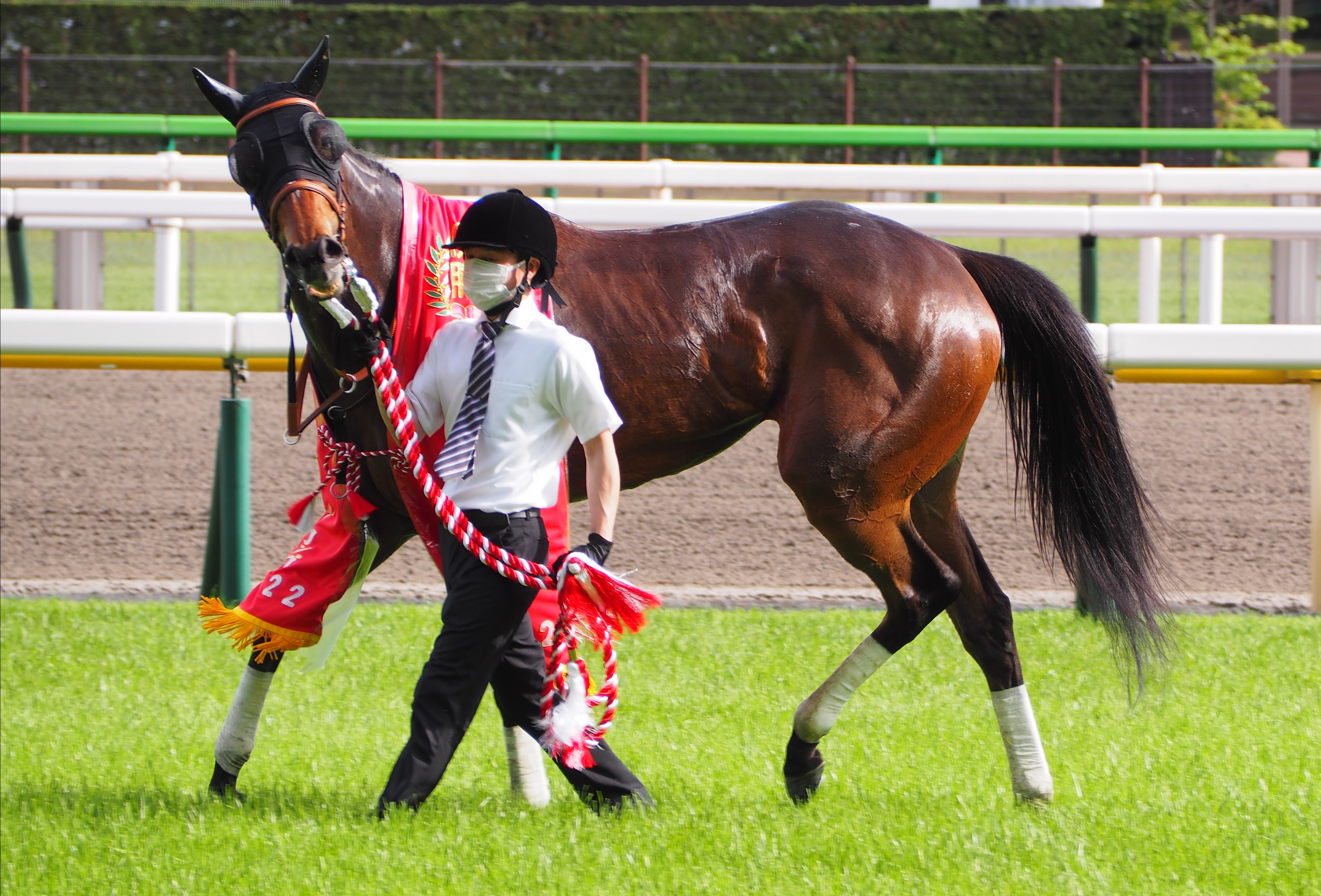
京王杯スプリングC
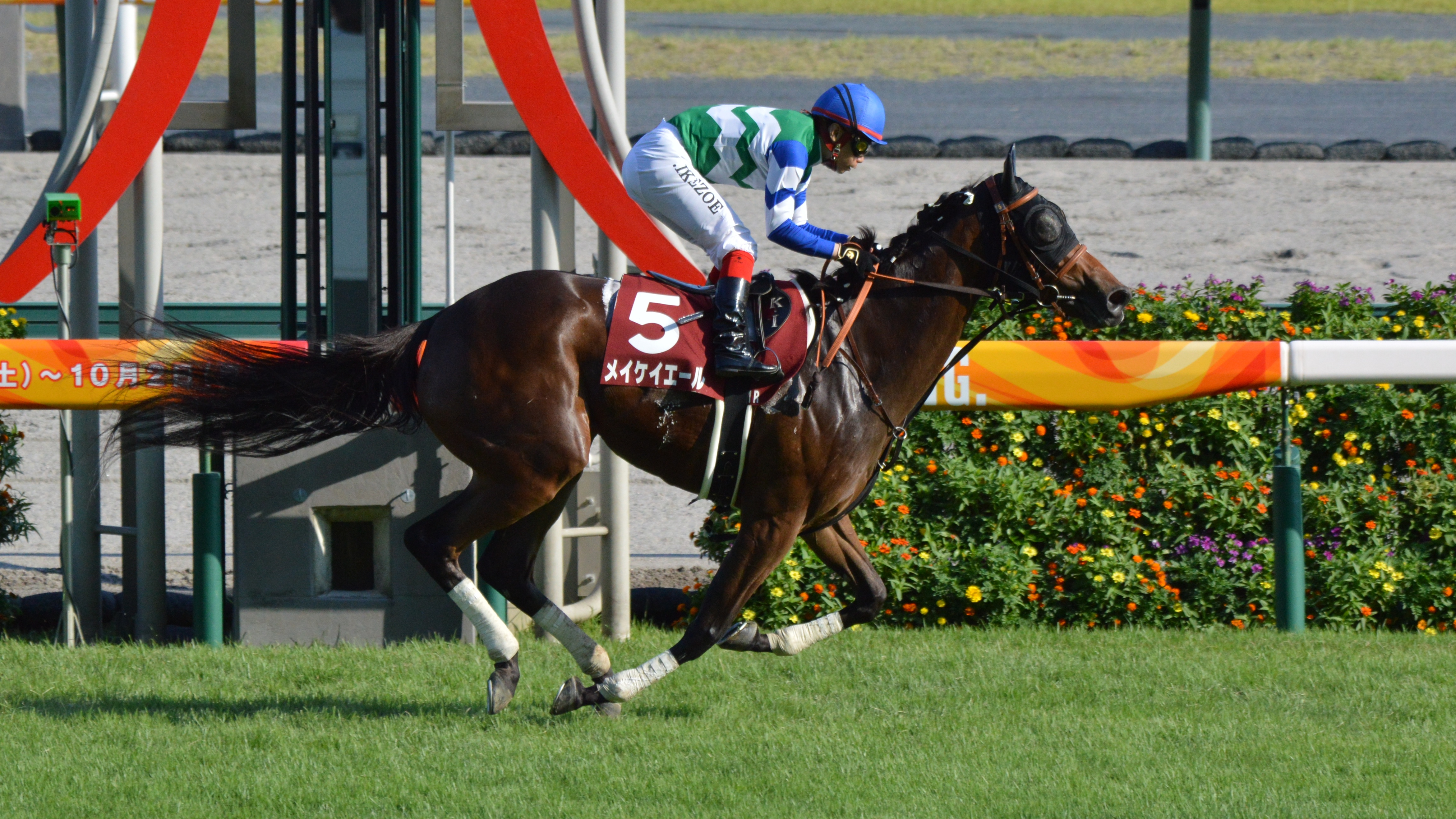
セントウルS

### 5歳（2023年）
明け5歳は、香港スプリントの後に、検疫を済ませて栗東トレーニングセンター近くのノーザンファームしがらきで調整を行い、2月18日に栗東トレーニングセンターに帰厩した。その後、3月26日に中京競馬場で行われる高松宮記念に直行することになったことが、武英智調教師によって、2月21日に明らかにされた。3月26日の高松宮記念では1番人気に推され、レースでは中団の前方で待機したが直線では全く伸びず12着と惨敗する。この後、久々のマイル戦となった6月4日の安田記念ではスタートで出遅れ、またレース中に落鉄のアクシデントもあって15着という結果に終わった。
秋に入り、3年連続での出走となったスプリンターズステークスでは道中好位の外目を追走し、直線で懸命に追い上げるも5着。11月にはアメリカに遠征して、初のダート戦となったブリーダーズカップ・フィリー&メアスプリントでは中団追走も直線で伸びあぐねて9着に沈んだ。

### 6歳（2024年）
6歳初戦となった2月17日の京都牝馬ステークスではスタートで出遅れるも徐々に盛り返して中団まで取りついたが、直線では全く伸びず10着に終わる。
2月20日、同馬を管理する武英智調教師から次走は高松宮記念に出走することを決め、同時にこのレースをもって引退することも発表された。引退レースとなった3月24日の高松宮記念では中団の前目でレースを進め、直線で外へ持ち出したが伸び切れず9着に敗れた。レース後には引退式が行われた。GI未勝利のままでの引退式が実施されるのは、JRAがグレード制を導入した1984年以降では1989年コーセイ、2002年ダイワテキサス以来22年ぶり3頭目のことであった。3月27日をもってJRAの競走馬登録を抹消、引退後は北海道安平町のノーザンファームで繁殖牝馬となる。

## 競走成績
以下の内容は、netkeiba.com、香港ジョッキークラブおよびEquibaseの情報に基づく。
| 競走日     | 競馬場       | 競走名          | 格   | 距離（馬場）  | 頭 数 | 枠 番 | 馬 番 | オッズ （人気） | 着順 | タイム （上り3F） | 着差  | 騎手            | 斤量 [kg] | 1着馬（2着馬）         | 馬体重 [kg] |
| ---------- | ------------ | --------------- | ---- | ------------- | ----- | ----- | ----- | --------------- | ---- | ----------------- | ----- | --------------- | --------- | ---------------------- | ----------- |
| 2020.08.22 | 小倉         | 2歳新馬         |      | 芝1200m（良） | 17    | 1     | 1     | 001.90（1人）   | 01着 | R1:09.4（35.3）   | -0.8  | 0福永祐一       | 54        | （ペガサスウイング）   | 462         |
| 0000.09.06 | 小倉         | 小倉2歳S        | GIII | 芝1200m（重） | 10    | 7     | 8     | 006.30（2人）   | 01着 | R1:09.6（35.1）   | -0.2  | 0武豊           | 54        | （モントライゼ）       | 460         |
| 0000.11.07 | 阪神         | ファンタジーS   | GIII | 芝1400m（良） | 12    | 7     | 10    | 002.50（1人）   | 01着 | R1:20.1（34.5）   | -0.1  | 0武豊           | 54        | （オパールムーン）     | 458         |
| 0000.12.13 | 阪神         | 阪神JF          | GI   | 芝1600m（良） | 18    | 8     | 18    | 004.70（3人）   | 04着 | R1:33.3（34.0）   | -0.2  | 0武豊           | 54        | ソダシ                 | 458         |
| 2021.03.06 | 阪神         | チューリップ賞  | GII  | 芝1600m（稍） | 12    | 1     | 1     | 001.60（1人）   | 01着 | R1:33.8（34.8）   | 同着  | 0武豊           | 54        | エリザベスタワー       | 462         |
| 0000.04.11 | 阪神         | 桜花賞          | GI   | 芝1600m（良） | 18    | 4     | 8     | 006.40（3人）   | 18着 | R1:34.0（37.2）   | -2.9  | 0横山典弘       | 55        | ソダシ                 | 458         |
| 0000.08.29 | 札幌         | キーンランドC   | GIII | 芝1200m（良） | 16    | 3     | 5     | 002.80（1人）   | 07着 | R1:09.4（35.4）   | -0.3  | 0武豊           | 52        | レイハリア             | 478         |
| 0000.10.03 | 中山         | スプリンターズS | GI   | 芝1200m（良） | 16    | 3     | 6     | 024.90（7人）   | 04着 | R1:07.8（33.5）   | -0.7  | 0池添謙一       | 53        | ピクシーナイト         | 470         |
| 2022.01.30 | 中京         | シルクロードS   | GIII | 芝1200m（良） | 18    | 2     | 3     | 004.00（2人）   | 01着 | R1:08.1（34.2）   | -0.1  | 0池添謙一       | 55        | （シャインガーネット） | 472         |
| 0000.03.27 | 中京         | 高松宮記念      | GI   | 芝1200m（重） | 18    | 8     | 17    | 005.20（2人）   | 05着 | R1:08.4（34.4）   | -0.1  | 0池添謙一       | 55        | ナランフレグ           | 468         |
| 0000.05.14 | 東京         | 京王杯SC        | GII  | 芝1400m（良） | 12    | 8     | 12    | 003.10（1人）   | 01着 | R1:20.2（33.6）   | -0.1  | 0池添謙一       | 54        | （スカイグルーヴ）     | 470         |
| 0000.09.11 | 中京         | セントウルS     | GII  | 芝1200m（良） | 13    | 4     | 5     | 001.70（1人）   | 01着 | R1:06.2（32.9）   | -0.4  | 0池添謙一       | 55        | （ファストフォース）   | 484         |
| 0000.10.02 | 中山         | スプリンターズS | GI   | 芝1200m（良） | 16    | 7     | 13    | 002.50（1人）   | 14着 | R1:08.7（35.4）   | -0.9  | 0池添謙一       | 55        | ジャンダルム           | 482         |
| 0000.12.11 | 沙田         | 香港スプリント  | G1   | 芝1200m（Gd） | 14    | 14    | 13    | 022.00（6人）   | 05着 | R1:09.02（33.75） | -0.26 | 0J.マクドナルド | 55.5      | Wellington             | 477         |
| 2023.03.26 | 中京         | 高松宮記念      | GI   | 芝1200m（不） | 18    | 3     | 5     | 004.50（1人）   | 12着 | R1:12.6（36.6）   | -1.1  | 0池添謙一       | 56        | ファストフォース       | 486         |
| 0000.06.04 | 東京         | 安田記念        | GI   | 芝1600m（良） | 18    | 1     | 2     | 037.0（12人）   | 15着 | R1:32.7（34.4）   | -1.3  | 0池添謙一       | 56        | ソングライン           | 480         |
| 0000.10.01 | 中山         | スプリンターズS | GI   | 芝1200m（良） | 16    | 4     | 8     | 012.40（5人）   | 05着 | R1:08.4（34.8）   | -0.4  | 0池添謙一       | 56        | ママコチャ             | 486         |
| 0000.11.04 | サンタアニタ | BCF&MSP         | G1   | ダ7F（Ft）    | 9     | 6     | 6     | 023.50（6人）   | 09着 | R1:25.51          | -2.54 | 0池添謙一       | 56        | Goodnight Olive        | 計不        |
| 2024.02.17 | 京都         | 京都牝馬S       | GIII | 芝1400m（良） | 18    | 7     | 13    | 007.60（3人）   | 10着 | R1:20.9（34.6）   | -0.6  | 0池添謙一       | 56        | ソーダズリング         | 494         |
| 0000.03.24 | 中京         | 高松宮記念      | GI   | 芝1200m（重） | 18    | 6     | 11    | 021.9（10人）   | 09着 | R1:10.0（34.7）   | -1.1  | 0池添謙一       | 56        | マッドクール           | 486         |

- タイム欄のRはレコード勝ちを示す
- 海外の競走の「枠番」欄にはゲート番を記載
- 海外のオッズ・人気は現地主催者発表のもの（日本式のオッズ表記とした）

## 繁殖成績
|      | 誕生年 | 馬名                     | 毛色 | 父                 | 性 | 厩舎 | 馬主 | 戦績 | 出典   |
| ---- | ------ | ------------------------ | ---- | ------------------ | -- | ---- | ---- | ---- | ------ |
| 初仔 | 2025年 | （メイケイエールの2025） |      | スワーヴリチャード | 牡 |      |      |      | [ 50 ] |

## エピソード
2021年4月、馬主である名古屋競馬株式会社の中西肇社長がゲームアプリ『ウマ娘 プリティーダービー』について触れ、「ぜひ、（メイケイエールを）加えてもらえたらなんて。エールはキャラクターも濃いですから」とコメントした。
2022年に京都競馬場の企画で実施された「アイドルホースオーディション2022」でメイケイエールは40,903票を獲得し1位となった。
ファン投票上位5頭は中央競馬ピーアール・センターの「ターフィー通販クラブ」が製作・販売を行っているぬいぐるみシリーズ「アイドルホース」として製作されることになっており、メイケイエールのぬいぐるみが製作された。
| 順位 | 馬名           | 得票数   | 主な勝ち鞍                        |
| ---- | -------------- | -------- | --------------------------------- |
| 1位  | メイケイエール | 40,903票 | 京王杯スプリングC、チューリップ賞 |
| 2位  | ゴースト       | 32,734票 | 西宮S                             |
| 3位  | ディープボンド | 26,068票 | 阪神大賞典、フォワ賞、京都新聞杯  |
| 4位  | ヨカヨカ       | 25,641票 | 北九州記念                        |
| 5位  | ステイゴールド | 24,515票 | 香港ヴァーズ                      |

## 血統表
| メイケイエールの血統                     | メイケイエールの血統                                         | メイケイエールの血統                                         | （血統表の出典）                                             | （血統表の出典）    |
| 父系                                     | サンデーサイレンス系（ヘイロー系）                           | サンデーサイレンス系（ヘイロー系）                           | サンデーサイレンス系（ヘイロー系）                           | [ § 2 ]             |
| 父 ミッキーアイル 2011 鹿毛 北海道安平町 | 父の父ディープインパクト 2002 鹿毛 北海道早来町              | *サンデーサイレンス                                          | Halo                                                         | Halo                |
| 父 ミッキーアイル 2011 鹿毛 北海道安平町 | 父の父ディープインパクト 2002 鹿毛 北海道早来町              | *サンデーサイレンス                                          | Wishing Well                                                 |                     |
| 父 ミッキーアイル 2011 鹿毛 北海道安平町 | 父の父ディープインパクト 2002 鹿毛 北海道早来町              | *ウインドインハーヘア                                        | Alzao                                                        | Alzao               |
| 父 ミッキーアイル 2011 鹿毛 北海道安平町 | 父の父ディープインパクト 2002 鹿毛 北海道早来町              | *ウインドインハーヘア                                        | Burghclere                                                   |                     |
| 父 ミッキーアイル 2011 鹿毛 北海道安平町 | 父の母*スターアイル Star Isle 2004 鹿毛 アイルランド         | *ロックオブジブラルタル                                      | *デインヒル                                                  | *デインヒル         |
| 父 ミッキーアイル 2011 鹿毛 北海道安平町 | 父の母*スターアイル Star Isle 2004 鹿毛 アイルランド         | *ロックオブジブラルタル                                      | Offshore Boom                                                |                     |
| 父 ミッキーアイル 2011 鹿毛 北海道安平町 | 父の母*スターアイル Star Isle 2004 鹿毛 アイルランド         | *アイルドフランス                                            | Nureyev                                                      | Nureyev             |
| 父 ミッキーアイル 2011 鹿毛 北海道安平町 | 父の母*スターアイル Star Isle 2004 鹿毛 アイルランド         | *アイルドフランス                                            | *ステラマドリッド                                            |                     |
| 母 シロインジャー 2013 白毛 北海道安平町 | 母の父*ハービンジャー Harbinger 2006 鹿毛 イギリス           | Dansili                                                      | *デインヒル                                                  | *デインヒル         |
| 母 シロインジャー 2013 白毛 北海道安平町 | 母の父*ハービンジャー Harbinger 2006 鹿毛 イギリス           | Dansili                                                      | Hasili                                                       |                     |
| 母 シロインジャー 2013 白毛 北海道安平町 | 母の父*ハービンジャー Harbinger 2006 鹿毛 イギリス           | Penang Pearl                                                 | Bering                                                       | Bering              |
| 母 シロインジャー 2013 白毛 北海道安平町 | 母の父*ハービンジャー Harbinger 2006 鹿毛 イギリス           | Penang Pearl                                                 | Guapa                                                        |                     |
| 母 シロインジャー 2013 白毛 北海道安平町 | 母の母ユキチャン 2005 白毛 北海道早来町                      | *クロフネ                                                    | *フレンチデピュティ                                          | *フレンチデピュティ |
| 母 シロインジャー 2013 白毛 北海道安平町 | 母の母ユキチャン 2005 白毛 北海道早来町                      | *クロフネ                                                    | *ブルーアヴェニュー                                          |                     |
| 母 シロインジャー 2013 白毛 北海道安平町 | 母の母ユキチャン 2005 白毛 北海道早来町                      | シラユキヒメ                                                 | *サンデーサイレンス                                          | *サンデーサイレンス |
| 母 シロインジャー 2013 白毛 北海道安平町 | 母の母ユキチャン 2005 白毛 北海道早来町                      | シラユキヒメ                                                 | *ウェイブウインド                                            |                     |
| 母系(F-No.)                              | ウェイブウインド(USA)系(FN:2-w)                              | ウェイブウインド(USA)系(FN:2-w)                              | ウェイブウインド(USA)系(FN:2-w)                              | [ § 3 ]             |
| 5代内の近親交配                          | サンデーサイレンス S3×M4 = 18.75%、デインヒル S4×M4 = 12.50% | サンデーサイレンス S3×M4 = 18.75%、デインヒル S4×M4 = 12.50% | サンデーサイレンス S3×M4 = 18.75%、デインヒル S4×M4 = 12.50% | [ § 4 ]             |
| 出典                                     | 1. 2. 3. 4.                                                  | 1. 2. 3. 4.                                                  | 1. 2. 3. 4.                                                  | 1. 2. 3. 4.         |

- 祖母ユキチャンは2008年関東オークスなどダートグレード競走3勝。
- 叔父に2024年羽田盃勝ち馬のアマンテビアンコ。
- そのほかの近親にハヤヤッコ（2019年レパードステークス、2022年函館記念、2024年アルゼンチン共和国杯）、ソダシ（2020年札幌2歳ステークス、アルテミスステークス、阪神ジュベナイルフィリーズ、2021年桜花賞、札幌記念、2022年ヴィクトリアマイル）、ママコチャ（2023年スプリンターズステークス、2025年オーシャンステークス）がいる。